# European Masters 2006
Het Zwitsers Open is een golftoernooi dat in 1923 werd opgericht en behoort tot de Europese PGA Tour sinds die in 1972 werd opgericht. In 2006 werd het gespeeld van 7-10 september op de baan van de Golf Club Crans-sur-Sierre. Het prijzengeld was € 1.984.350, waarvan de winnaar € 333.330 kreeg. Titelverdediger Sergio García eindigde op de 4de plaats.
Sponsor Omega had de 16-jarige Michelle Wie uitgenodigd om mee te doen. Ze had al zeven keer in een mannentoernooi gespeeld maar dit was de eerste keer dat zij in een toernooi van de Europese Tour speelde. Ze scoorde 78-79 en eindigde onderaan de ranking. Het trok veel toeschouwers, maar Mark O'Grady van de Europese Tour vond het experiment niet voor herhaling vatbaar. In 2004 had Laura Davies in het (ANZ Championship) meegedaan en ook ruim de cut gemist.  
De par van de baan was 71. De laagste ronde was van Brett Rumford, die in de derde ronde 64 scoorde. Nicolas Colsaerts speelde voor de vijfde keer mee, hij scoorde twee rondes van 72 en miste net de cut.
Bradley Dredge behaalde hier zijn tweede en laatste overwinning op de Europese Tour met een voorsprong van acht slagen op Francesco Molinari en  Marcel Siem. 

## Top 10
| Nr | Speler             | Score           | Score |
| -- | ------------------ | --------------- | ----- |
| 1  | Bradley Dredge     | 68-67-65-67=267 | -17   |
| T2 | Francesco Molinari | 68-68-70-69=275 | -9    |
| T2 | Marcel Siem        | 68-67-67-73=275 | -9    |
| T4 | Sergio García      | 68-69-68-71=276 | -8    |
| T4 | Søren Kjeldsen     | 70-69-67-70=276 | -8    |
| T4 | Marc Warren        | 69-71-69-67=276 | -8    |
| T7 | Ariel Cañete       | 72-70-69-66=277 | -7    |
| T7 | Martin Erlandsson  | 70-68-70-69=277 | -7    |
| T7 | Mikko Ilonen       | 73-67-71-66=277 | -7    |
| T7 | Andrew McLardy     | 70-65-71-71=277 | -7    |
| T7 | Cesar Monasterio   | 74-69-68-66=277 | -7    |

Vanaf 1972:
1972 · 
1973 · 
1974 · 
1975 · 
1976 · 
1977 · 
1978 · 
1979 · 
1980 · 
1981 · 
1982 ·   
1983 · 
1984 ·
1985 ·
1986 ·
1987 ·
1988 ·
1989 ·
1990 ·
1991 ·
1992 ·
1993 ·
1994 ·
1995 ·
1996 · 
1997 ·
1998 ·
1999 · 
2000 · 
2001 · 
2002 · 
2003 · 
2004 · 
2005 · 
2006 · 
2007 · 
2008 · 
2009 · 
2010 · 
2011 · 
2012 · 
2013 · 
2014
1972 ·
1973 ·
1974 ·
1975 ·
1976 ·
1977 ·
1978 ·
1979 ·
1980 ·
1981 ·
1982 ·
1983 ·
1984 ·
1985 ·
1986 ·
1987 ·
1988 ·
1989 ·
1990 ·
1991 ·
1992 ·
1993 ·
1994 ·
1995 ·
1996 ·
1997 ·
1998 ·
1999 ·
2000 ·
2001 ·
2002 ·
2003 ·
2004 ·
2005 ·
2006 ·
2007 ·
2008 ·
2009 ·
2010 ·
2011 ·
2012 ·
2013 ·
2014 ·
2015 ·
2016

## Links
- Volledige Uitslag
- Michelle Wie to compete in Omega European Mssters
- Campbell: Wie shouldn't play  European Masters